# I misteri di Orson Welles
I misteri di Orson Welles (Great Mysteries; anche Orson Welles' Great Mysteries) è una serie televisiva britannica in 26 episodi trasmessi per la prima volta nel corso di una sola stagione dal 1973 al 1974.
È una serie televisiva di tipo antologico in cui ogni episodio rappresenta una storia a sé. Gli episodi sono storie di genere drammatico e giallo, spesso racconti di noti autori come Honoré de Balzac, Arthur Conan Doyle, David Ambrose, Charles Dickens, e vengono presentati da Orson Welles.

## Guest star
Tra le guest star: Neville Barber, Carlos Douglas, Julie Crosthwait, Sally Travers, Joan Ann Maynard, David Sterne, John Ringham, Eamonn Boyce, Shane Rimmer, Robert Cartland, Maggie Fitzgerald, Alan Bennion, Kevin Stoney, Joan Collins, Marc Zuber, Susannah York, Morag Hood, Michael Golden, Michael Elphick, Pauline Delany, Rupert Davies, Hugo de Vernier, Gennie Nevinson, Ralph Arliss, Janet Key, Joseph O'Conor, Donald Pleasence, Colin Skeaping, Anna Massey.

## Produzione
La serie fu prodotta da 20th Century Fox Television e Anglia Television. Le musiche furono composte da John Barry.

### Registi
Tra i registi sono accreditati:
- Alan Gibson in 7 episodi (1973-1974)
- Peter Sasdy in 7 episodi (1973-1974)
- Peter Sykes in 5 episodi (1973-1974)
- Mark Cullingham in 2 episodi (1973-1974)

### Sceneggiatori
Tra gli sceneggiatori sono accreditati:
- David Ambrose in 5 episodi (1973-1974)
- Anthony Fowles in 3 episodi (1973-1974)
- Kenneth Jupp in 3 episodi (1973-1974)
- Donald Wilson in 3 episodi (1973-1974)
- N.J. Crisp in 2 episodi (1973-1974)
- Michael Gilbert in 2 episodi (1973-1974)
- Carey Harrison in 2 episodi (1973)
- W.W. Jacobs in 2 episodi (1973)
- O. Henry in 2 episodi (1974)

## Distribuzione
La serie fu trasmessa nel Regno Unito dal 1º settembre 1973 al 24 febbraio 1974 sulla rete televisiva Independent Television. In Italia è stata trasmessa con il titolo I misteri di Orson Welles.
Alcune delle uscite internazionali sono state:
- nel Regno Unito il 1º settembre 1973 (Great Mysteries)
- in Austria il 1º agosto 1976
- in Germania Ovest il 1977 (Orson Welles erzählt)
- in Venezuela (Grandes misterios)
- in Germania Est (Die großen Geheimnisse des Orson Welles)
- in Italia (I misteri di Orson Welles)

## Episodi
| Stagione       | Episodi | Prima TV Regno Unito |
| -------------- | ------- | -------------------- |
| Prima stagione | 26      | 1973-1974            |